# Синдром амниотических перетяжек
Амниотические перетяжки (амниотические сращения, тяжи Симонара) — волокнистые нити (амниотические тяжи), возникающие в плодном пузыре (амнионе). Это дупликатура амниотической оболочки — мягкотканное образование, натянутое между двумя стенками матки (чаще всего — между передней или задней и одной из боковых). В большинстве случаев не наносят вреда плоду и не препятствуют нормальным родам.
Иногда амниотические тяжи могут опутывать, связывать и сдавливать плод или пуповину, вызывая различные пороки развития, которые называют синдромом амниотических перетяжек.

## Причины
Существуют две теории появления амниотических перетяжек. Одна из основных теорий объясняет их возникновение частичным прорывом амниотического пузыря на ранних сроках беременности, при котором хорион остаётся нетронутым.
Волокнистые нити, возникшие из-за прорыва, плавают в амниотической жидкости и могут «поймать» и опутать те или иные части плода. Так как по мере роста плода размер нитей не меняется, возникают вдавления, нарушающие кровоток, со всеми возможными последствиями.
Существует также теория сосудистых нарушений. Так как предыдущая теория не объясняет частые сочетания амниотических перетяжек и расщелин (губы, нёба), возникло предположение о внутренних сосудистых нарушениях или нарушении кровообращения как основном или дополнительном факторе возникновения тяжей.
Предполагается, что на появление перетяжек может влиять внутриматочная инфекция. Дополнительные предрасполагающие факторы: травмы и аномалии половых органов, истмико-цервикальная недостаточность, амнионит (воспаление амниона), эндометрит, нарушение целостности плодного пузыря, маловодие.
Однако на данный момент не выявлено никаких факторов, однозначно приводящих к возникновению амниотических перетяжек.

## Диагностика
Амниотические перетяжки не всегда обнаруживаются при УЗИ, так как они очень тонкие. Иногда их наличие устанавливают косвенно по набухшим/увеличенным из-за вдавлений конечностям. Распространена и гипердиагностика. Поэтому, если появляется предположение, что обнаружены амниотические тяжи, показаны дальнейшие исследования (3D УЗИ, МРТ, эхокардиограмма эмбриона) для определения серьезности ситуации.
Обнаруженные на УЗИ во время беременности амниотические тяжи часто не приводят ни к каким негативным последствиям или порокам развития. Около 70 % амниотических тяжей обнаруженных во время УЗИ не обнаруживаются на следующем сканировании из-за их разрыва или сдавливания.

## Синдром амниотических перетяжек

### Статистика
Частота выявленных случаев синдрома амниотических перетяжек варьируется от 1:1200 до 1:15000 родов(по другим данным 1:2000 — 1:2500, а среди препаратов эмбрионов — 1:1000). Считается, что амниотические перетяжки служат причиной 178:10000 выкидышей. В основном (80 % случаев) синдром амниотических перетяжек приводит к деформациям пальцев/кистей рук. В 10 % случаев − к сдавлению петель пуповины, способствуя образованию на ней узлов, вследствие чего возрастает риск развития гипоксии, и даже гибели плода до или во время родов.

### Возможные последствия
Из-за опутывания тяжами может нарушиться кровоток частей плода. В результате есть риск возникновения отёка, застоя лимфы, вызывающего припухлость, некроза (омертвение ткани, требующее хирургической ампутации после рождения) или внутриутробной ампутации. Происходит это на ранних сроках беременности, чаще всего с одной стороны тела, затрагивая выступающие части плода − пальцы, руки. Другие возможные последствия:

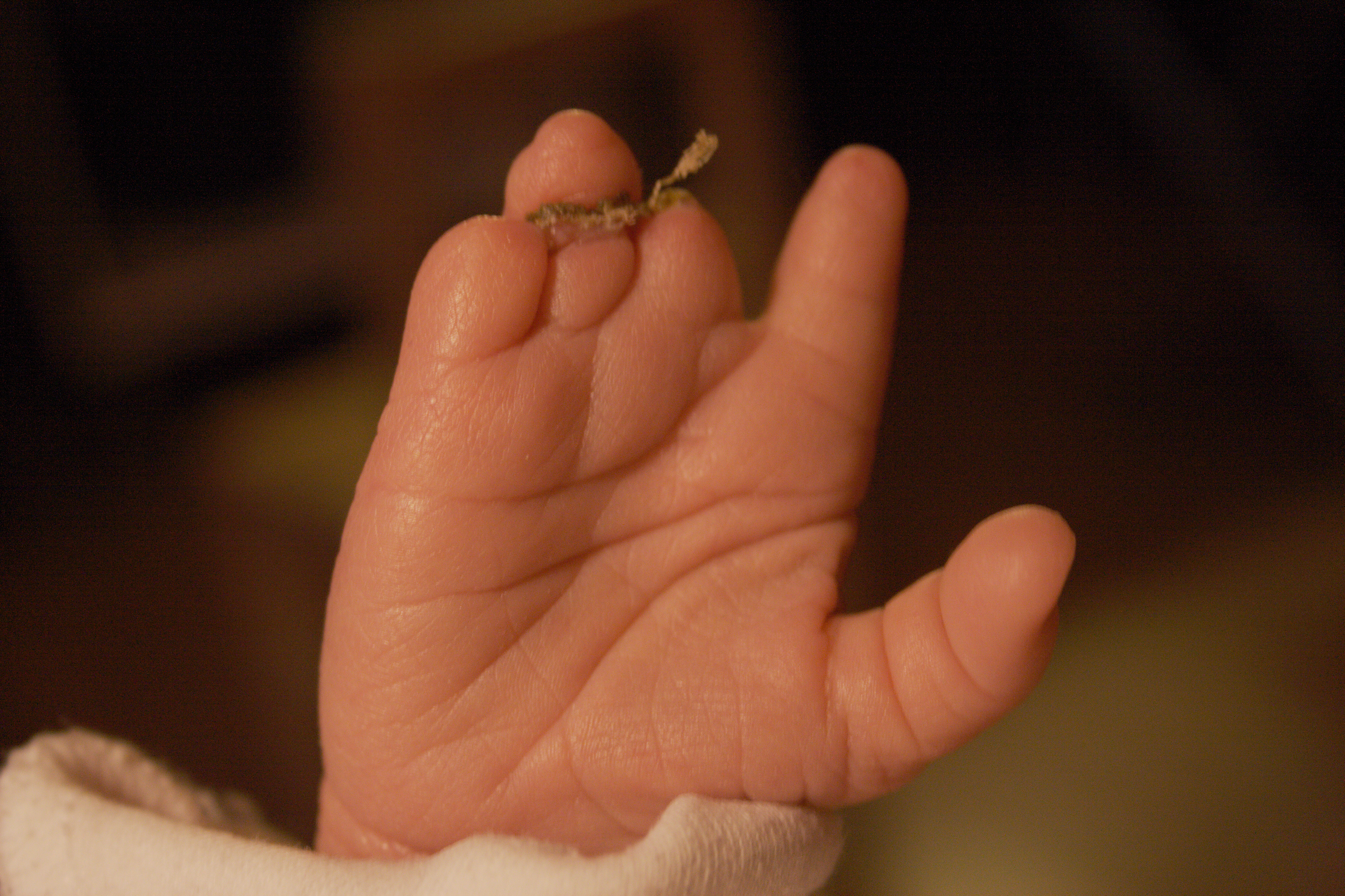
Рука новорождённого с синдромом амниотических перетяжек

- кольцевые перетяжки (вдавления) конечностей и пальцев;
- сращение пальцев рук и/или ног;
- расщелины губы или нёба;
- гемангиома;
- различные черепно-лицевые дефекты, дефекты позвоночника, пуповины и/или тела.

Существует связь синдрома амниотических перетяжек с косолапостью. Например, возможно сочетание перетяжки на голени с врождённой косолапостью (вероятно, стенка матки может сдавливать стопу, если из-за перетяжки плод не может нормально двигаться, или если конечность удерживается перетяжкой). Примерно в 30 % косолапость сочетается с синдромом амниотических перетяжек, причём в 20 % она двусторонняя.
Ещё одним риском наличия амниотических перетяжек считаются преждевременные роды.

### Лечение
В некоторых случаях возможно хирургическое лечение: иссечение глубокой перетяжки, операции для обеспечения захвата (например, пересаживание пальцев с ног на руку).
При отсутствии предплечья возможно протезирование.
В очень редких случаях возможно внутриутробное удаление перетяжки, например, если она угрожает жизненно важным органам или пуповине. Известны успешные примеры подобных операций.

### Прогноз
Так как синдром амниотических перетяжек не является генетическим или наследственным заболеванием, вероятность его возникновения в следующую беременность точно такая же, как и в любую другую.

### Знаменитости
Некоторые известные люди, родившиеся с врождёнными ампутациями — возможно, в результате амниотических перетяжек:
Кэрри Бёрнелл (англ. Cerrie Burnell)− актриса, родившаяся без правого предплечья. В 2009г она стала работать на детском телеканале CBeebies. Появление такой необычной ведущей вызвало неоднозначную реакцию юных зрителей и их родителей и ряд публикаций о том, как следует разговаривать с детьми об инвалидности и особенностях развития.

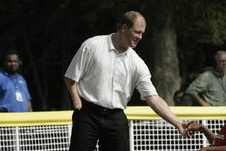
Джим Эббот

Джим Эббот (англ. Jim Abbott) (родился без правой кисти) − легендарный бейсболист (питчер). Он ушел из большого спорта в 1999г, но его пример продолжает вдохновлять многих спортсменов.
Тереза Юкатил (англ. Theresa Uchytil) родилась без левой кисти. В 2000г она стала мисс Айова и боролась за корону в конкурсе Мисс Америка (причём она не надела протез ни на показ в купальниках, ни на показ в вечерних платьях, но лишь когда вышла отвечать на вопросы жюри).
Келли Нокс (англ. Kelly Knox) (также родилась без левого предплечья) стала победительницей реалити-шоу Britain’s Missing Top Model канала ВВС3 в 2008г. Всего в конкурсе на лучшую топ-модель с инвалидностью участвовали восемь девушек с различными особенностями.
Николас Маккарти (англ. Nicholas McCarthy) − английский пианист, родившийся без правой кисти.
Ни́к (Ни́колас) Ву́йчич (серб. Ник Вујичић англ. Nicholas James Vujicic; 4 декабря 1982, Мельбурн, Австралия) — христианский проповедник. Родился без всех четырёх конечностей.
Марк Гоффени — американский гитарист, родившийся без рук и играющий на гитаре ногами.
Шакем Гриффин (en) — игрок в американский футбол, защитник. Родился с недоразвитыми пальцами левой руки. После попытки в 4-летнем возрасте отрезать кухонным ножом себе пальцы на этой руке из-за постоянной боли, родители были вынуждены записать его на ампутацию.